# SN 2012Q
SN 2012Q – supernowa typu Ic, odkryta 14 stycznia 2012 roku w galaktyce E366-G18. W momencie odkrycia, miała maksymalną jasność 17m.